# Chaetoderma
El género Chaetoderma es un taxón de moluscos de la familia Chaetodermatidae.
Hasta el momento hay 40 especies descritas.[cita requerida]

## Especies
| - Chaetoderma abidjanense - Chaetoderma akkesiense - Chaetoderma araucanae - Chaetoderma argentum - Chaetoderma bacillum - Chaetoderma californicum - Chaetoderma canadense - Chaetoderma christikovi - Chaetoderma elegans - Chaetoderma eruditum - Chaetoderma glacialis | - Chaetoderma hancocki - Chaetoderma hawaiiense - Chaetoderma indicum - Chaetoderma intermedium - Chaetoderma japonicum - Chaetoderma kafanovi - Chaetoderma lucidum - Chaetoderma luitfriedi - Chaetoderma majusculum - Chaetoderma marinae - Chaetoderma marinelli | - Chaetoderma marioni - Chaetoderma militare - Chaetoderma nanulum - Chaetoderma nitidulum - Chaetoderma orientale - Chaetoderma pacificum - Chaetoderma productum - Chaetoderma recisum - Chaetoderma rectum - Chaetoderma robustum | - Chaetoderma rubrum - Chaetoderma scabrum - Chaetoderma scheltemae - Chaetoderma sibogae - Chaetoderma simplex - Chaetoderma squamosum - Chaetoderma strigisquamatum - Chaetoderma usitatum |